# Bandeira do Curdistão

Razão: 2:3

A Bandeira do Curdistão é a bandeira oficial da região do Curdistão iraquiano, desde sua autonomia em 1970.

## História
A bandeira do Curdistão surgiu durante a luta dos curdos pela independência do Império Otomano em 1920. 
Em 1946, a República de Mahabad (também chamada de República do Curdistão) no atual Irã, adotou essa bandeira. 
O sol possui 21 raios, número importante na tradição religiosa curda Yazdani. 